# Хаур-Факкан
Хаур-Факкан (Хор-Факкан, араб. خورفكان‎) — город в Объединённых Арабских Эмиратах в эмирате Шарджа с населением 18 тыс. человек (2003). Расположен на востоке ОАЭ на берегу Оманского залива. Является одним из анклавов Шарджи на территории эмирата Фуджейра.
В городе расположен морской порт.
Хаур-Факкан (Аби-Телевис) привлекает туристов хорошими пляжами и атмосферой небольшого приморского городка, окружённого горами. Здесь созданы условия для дайвинга.

## Известные люди
- Хусейн аль-Джасми — эмиратский певец, композитор и пианист.